# Svømning under sommer-OL 2008 - 100m Butterfly Kvinder
Konkurrencen i 100m butterfly for kvinder under Sommer-OL 2008, blev afholdt 9. – 11. august. Vinderen blev den australske svømmer Lisbeth Trickett. Hun satte oceanisk rekord med en tid på 56,73 sekunder.

## Indledende heats 9. august

### 1. Heat
| Bane | Navn                | Nationalitet | Tid     | Noter |
| ---- | ------------------- | ------------ | ------- | ----- |
| 5    | Binta Zahra Diop    | Senegal      | 1:04.26 |       |
| 4    | Antonella Scanavino | Uruguay      | 1:04.28 |       |
| 3    | Simona Muccioli     | San Marino   | 1:04.91 |       |

### 2. Heat
| Bane | Navn                 | Nationalitet     | Tid     | Noter |
| ---- | -------------------- | ---------------- | ------- | ----- |
| 4    | Triin Aljand         | Estland          | 59.43   |       |
| 5    | Hyera Choi           | Korea            | 1:00.65 |       |
| 6    | Chin-Kuei Yang       | Kinesiske Taipei | 1:01.60 |       |
| 3    | Iris Rosenberger     | Tyrkiet          | 1:01.67 |       |
| 2    | Natallia Hadjiloizou | Cypern           | 1:01.80 |       |
| 7    | Emilia Pikkarainen   | Finland          | 1:02.31 |       |

### 3. Heat
| Bane | Navn               | Nationalitet | Tid     | Noter |
| ---- | ------------------ | ------------ | ------- | ----- |
| 4    | Birgit Koschischek | Østrig       | 59.07   |       |
| 1    | Hannah Wilson      | Hongkong     | 59.35   |       |
| 6    | Sara Oliveira      | Portugal     | 59.48   |       |
| 5    | Anna Gostomelsky   | Israel       | 59.50   |       |
| 2    | Ingvild Snildal    | Norge        | 59.80   |       |
| 7    | Carolina Colorado  | Colombia     | 1:00.06 |       |
| 3    | Eirini Kavarnou    | Grækenland   | 1:00.74 |       |
| 8    | Heather Brand      | Zimbabwe     | 1:01.39 |       |

### 4. Heat
| Bane | Navn               | Nationalitet | Tid   | Noter |
| ---- | ------------------ | ------------ | ----- | ----- |
| 5    | Li Tao             | Singapore    | 57.77 |       |
| 1    | Ilaria Bianchi     | Italien      | 58.12 |       |
| 6    | Otylia Jedrzejczak | Polen        | 58.53 |       |
| 2    | Mandy Loots        | Sydafrika    | 58.61 |       |
| 4    | Sara Isakovic      | Slovenien    | 58.68 |       |
| 3    | Kateryna Zubkova   | Ukraine      | 58.99 |       |
| 8    | Audrey Lacroix     | Canada       | 59.10 |       |
| 6    | Daynara Paula      | Brasilien    | 59.45 |       |

### 5. Heat
| Bane | Navn               | Nationalitet | Tid   | Noter |
| ---- | ------------------ | ------------ | ----- | ----- |
| 4    | Christine Magnuson | USA          | 57.70 |       |
| 8    | Gabriella Silva    | Brasilien    | 58.00 |       |
| 5    | Elaine Breeden     | USA          | 58.06 |       |
| 1    | Lize-Mari Retief   | Sydafrika    | 58.20 |       |
| 6    | Natalia Sutyagina  | Rusland      | 58.32 |       |
| 3    | Jeanette Ottesen   | Danmark      | 58.44 |       |
| 2    | Yuko Nakanishi     | Japan        | 58.61 |       |
| 7    | Chantal Groot      | Holland      | 59.35 |       |

### 6. Heat
| Bane | Navn              | Nationalitet | Tid   | Noter |
| ---- | ----------------- | ------------ | ----- | ----- |
| 4    | Jessicah Schipper | Australien   | 57.58 |       |
| 3    | Yafei Zhou        | Kina         | 57.70 |       |
| 5    | Inge Dekker       | Holland      | 58.22 |       |
| 2    | Eszter Dara       | Ungarn       | 58.39 |       |
| 6    | Irina Bespalova   | Rusland      | 58.92 |       |
| 7    | Yuka Kato         | Japan        | 58.94 |       |
| 1    | Martina Moravcova | Slovakiet    | 59.03 |       |
| 8    | Micha Østergaard  | Danmark      | 59.10 |       |

### 7. Heat
| Bane | Navn              | Nationalitet   | Tid     | Noter |
| ---- | ----------------- | -------------- | ------- | ----- |
| 7    | Aurore Mongel     | Frankrig       | 58.30   |       |
| 4    | Lisbeth Trickett  | Australien     | 58.37   |       |
| 2    | Alena Popchanka   | Frankrig       | 58.40   |       |
| 5    | Jemma Lowe        | Storbritannien | 58.49   |       |
| 3    | Francesca Halsall | Storbritannien | 58.70   |       |
| 6    | Sarah Sjöström    | Sverige        | 59.08   |       |
| 8    | Yanwei Xu         | Kina           | 59.43   |       |
| 1    | Daniela Samulski  | Tyskland       | 1:00.37 |       |

## Semifinaler 10. august

### 1. Semifinale
| Bane | Navn               | Nationalitet   | Tid      | Noter |
| ---- | ------------------ | -------------- | -------- | ----- |
| 7    | Lisbeth Trickett   | Australien     | 57.05 KF |       |
| 4    | Christine Magnuson | USA            | 57.08 KF | AM    |
| 5    | Li Tao             | Singapore      | 57.54 KF | AS    |
| 8    | Jemma Lowe         | Storbritannien | 57.78 KF |       |
| 2    | Aurore Mongel      | Frankrig       | 58.46    |       |
| 1    | Alena Popchanka    | Frankrig       | 58.55    |       |
| 3    | Elaine Breeden     | USA            | 58.55    |       |
| 6    | Lize-Mari Retief   | Sydafrika      | 58.63    |       |

- KF = Kvalificeret til Finalen
- AM = Amerikansk Rekord
- AS = Asiatisk Rekord

### 2. Semifinale
| Bane | Navn              | Nationalitet | Tid      | Noter |
| ---- | ----------------- | ------------ | -------- | ----- |
| 4    | Jessicah Schipper | Australien   | 57.43 KF |       |
| 5    | Yafei Zhou        | Kina         | 57.68 KF |       |
| 2    | Inge Dekker       | Holland      | 58.20 KF |       |
| 3    | Gabriella Silva   | Brasilien    | 58.39 KF |       |
| 1    | Eszter Dara       | Ungarn       | 58.84    |       |
| 7    | Natalia Sutyagina | Rusland      | 59.07    |       |
| 8    | Jeanette Ottesen  | Danmark      | 59.29    |       |
| 6    | Ilaria Bianchi    | Italien      | DSK      |       |

- KF = Kvalificeret til finalen
- DSK = Diskvalificeret

## Finale 11. august
| Bane | Navn               | Nationalitet   | Tid   | Noter |
| ---- | ------------------ | -------------- | ----- | ----- |
| 4    | Lisbeth Trickett   | Australien     | 56.73 | OC    |
| 5    | Christine Magnuson | USA            | 57.10 |       |
| 3    | Jessicah Schipper  | Australien     | 57.25 |       |
| 2    | Yafei Zhou         | Kina           | 57.84 |       |
| 6    | Li Tao             | Singapore      | 57.99 |       |
| 7    | Jemma Lowe         | Storbritannien | 58.06 |       |
| 8    | Gabriella Silva    | Brasilien      | 58.10 |       |
| 1    | Inge Dekker        | Holland        | 58.54 |       |

- OC = Oceanisk rekord